# La Table tournante
Pour plus de détails, voir Fiche technique et Distribution.
La Table tournante est un film d'animation français écrit et réalisé par Paul Grimault et Jacques Demy, sorti en France en 1988.
Ce film qui mêle prises de vues réelles et animation présente différentes œuvres de Paul Grimault. Il mélange aussi couleur et noir et blanc.

## Synopsis
Un petit clown très curieux au corps en accordéon (qui figurait déjà dans une scène du Roi et l'Oiseau) s'échappe de la poche de Paul Grimault. Le cinéaste lui présente les personnages de ses courts-métrages. Les courts métrages présentés sont les suivants :
- La table tournante
- Le Marchand de notes (1942)
- Les Passagers de la Grande Ourse (1941)
- L'Épouvantail (1942)
- Le Voleur de paratonnerres (1944)
- La Flûte magique (1946)
- Le Diamant (1970)
- Le fou du roi (1987)
- Le Chien mélomane (1973)
- Le Petit Soldat (1947)

## Fiche technique
- Titre : La Table tournante
- Réalisation et scénario : Paul Grimault et Jacques Demy
- Musique : Wojciech Kilar
- Photographie : Raymond Picon-Borel et Jacques Demy
- Son : André Hervée
- Montage : Sabine Mamou
- Sociétés de production : Les Films Paul Grimault / La Sept
- Société de distribution : Neuf de cœur
- Langue : français
- Genre : Animation
- Durée : 78 minutes
- Sortie : 1985

## Distribution (voix)
- Paul Grimault : lui-même / Le fou du roi
- Mathieu Demy : le petit clown
- Anouk Aimée : la bergère
- Lionel Charpy : le roi
- Gary Chekchak : le ramoneur
- Frank Laurent : le voleur de paratonnerres
- Jean-Charles Rousseau : l’épouvantail et le robot
- Pierre Tchernia : l’oiseau

## À noter
Le principe de La Table tournante, à savoir la rétrospective de ses propres films par leur réalisateur lui-même, a été repris dix-neuf ans plus tard par Jean Rollin dans La Nuit des horloges (2007).